# 1841年逝世人物列表
下面是1841年逝世的知名人士列表。
1841年逝世人物列表：1月 - 2月 - 3月 - 4月 - 5月 - 6月 - 7月 - 8月 - 9月 - 10月 - 11月 - 12月

## 1-6月

### 1月15日
- 約翰·雅各·弗里德里希·威廉·帕羅特，波羅的海-德國博物學家、旅行者

### 1月20日
- 約爾根·約根森，丹麥冒險家

### 2月12日
- 阿斯特利·庫珀，英國外科醫生和解剖學家

### 2月17日
- 費迪南多·卡魯利，義大利吉他手

### 3月1日
- 克勞德·維克多-佩林，貝盧諾公爵，法國元帥

### 3月12日
- 理查·羅伯茨，黨衛軍總統上尉

### 3月16日
- 費利克斯·薩瓦特，法國物理學家

### 4月4日
- 威廉·亨利·哈里森，美國軍官和政治家，美國第9任總統

### 4月10日
- 威廉·勞埃德，威爾士聖公會牧師轉為教師，衛理公會傳教士

### 4月28日
- 彼得·香奈兒，法國羅馬天主教神父、傳教士和聖人（殉道）

### 4月30日
- 彼得·安德列亞斯·海伯格，丹麥作家、語言學家

### 5月13日
- 瑪麗亞·瑪德琳·泰勒，澳大利亞舞台演員

### 5月16日
- 瑪麗·博伊文，法國助產士、發明家和產科作家

### 5月20日
- 約瑟夫·布蘭科·懷特，英國神學家

### 5月23日
- 弗朗茨·澤弗·馮·巴德爾，德國哲學家、神學家

### 6月1日
- 尼古拉斯·阿佩特，法國發明家
- 大衛·威爾基，蘇格蘭藝術家

## 7-12月

### 7月
- 瑪麗·羅傑，美國謀殺案受害者

### 8月16日
- 費爾南多·埃拉蘇里斯·阿爾杜納特，智利政治家，智利總統

### 8月24日
- 西奧多·愛德華·胡克，英國作家

### 9月25日
- 約翰·錢德勒，美國政治家

### 10月9日
- 卡爾·弗裡德里希·辛克爾，德國建築師

### 11月18日
- 奧古斯丁·加馬拉，秘魯將軍和政治家，秘魯第10任和第14任總統

### 12月4日
- 大衛·丹尼爾·大衛斯，英國醫生

### 12月23日
- 威廉·海·麥克納頓，英印外交官